# Scott LaFaro
Rocco Scott LaFaro (1936-1961) était un contrebassiste de jazz américain.

## Biographie
Rocco Scott LaFaro nait le 3 avril 1936 à Newark (New Jersey). Il est le fils de Rocco Joseph LaFaro et d'Helen Scott. Son père était un violoniste qui a joué notamment dans les orchestres de jazz de Paul Whiteman, Tommy Dorsey et Jimmy Dorsey.
À 11 ans, Scott commence à étudier la musique. Après une année de piano, il commence la clarinette, puis à 14 ans, le saxophone ténor et la clarinette basse. Ce n'est qu'à l'âge de 16 ans qu'il s'intéresse à la contrebasse, tout en continuant le saxophone ténor.
À la fin de ses études, il commence à se produire dans les orchestres de la région de Syracuse (New York), puis est engagé en 1955 dans le groupe de Buddy Morrow et dans le quintet de Chet Baker entre 1956 et 1957.
Après l'exil forcé de Chet Baker en Italie, LaFaro s'installe quelques mois à Los Angeles, chez Herb Geller puis Charlie Haden. Il se produit, entre autres, avec Barney Kessel, au club Light House d'Howard Rumsey à Hermosa Beach. Fin lecteur, et déjà virtuose, il enregistre et tourne avec Hampton Hawes, Victor Feldman, Harold Land, Marty Paich et Stan Kenton. Il remplace pendant plusieurs semaines le contrebassiste Leroy Vinnegar, blessé dans un accident de voiture, dans la formation du saxophoniste Stan Getz. Un enregistrement réunissant Stan Getz et le vibraphoniste Cal Tjader, ayant été programmé pendant cette période, LaFaro participe à l'album Cal Tjader - Stan Getz Sextet.
LaFaro assiste aux débuts controversés d’Ornette Coleman en Californie. Il joue d'ailleurs dans la formation d'un collaborateur du saxophoniste, le quintette du pianiste Paul Bley. « On le plaçait au-devant de la scène, car il était le seul bassiste à pouvoir jouer les mélodies aussi vite » dira Paul Bley. Un album sera enregistré, mais les bandes matrices seront détruites par Paul Bley.
En 1959, il retourne à New York, où pendant un temps, il est free lance (répétitions avec Benny Goodman, album avec Tony Scott, Herb Geller, dates avec Thelonious Monk, etc.).
De 1959 à 1961, il est membre avec le batteur Paul Motian du trio du pianiste Bill Evans. En deux disques enregistrés en studio (Portrait in Jazz et Explorations) et un enregistrement live (le concert du 25 juin 1961 au Village Vanguard dont témoignent les albums Waltz for Debby et Sunday at the Village Vanguard), cette formation révolutionne l'histoire du trio jazz. Rompant avec la tradition où contrebassiste et batteur se cantonnaient à un rôle d'accompagnement, les trois musiciens se livrent à une véritable improvisation à trois, de contrepoint spontané où les instruments dialoguent de façon égale. C'est cet « interplay » - cette synergie constante entre les musiciens - qui fait la spécificité et la modernité de ce trio. Scott LaFaro est alors un des premiers bassistes à s'échapper de la walking bass pour se livrer à un échange constant avec le soliste.
LaFaro participe à des concerts et à un enregistrement de third stream music (avec John Lewis et Gunther Schuller). Le 21 décembre 1960, il enregistre aussi au sein du double quartet d'Ornette Coleman le disque qui allait ouvrir une nouvelle direction pour le jazz : Free Jazz: A Collective Improvisation. Suit, en janvier 1961, cette fois en quartet, l'album Ornette !. LaFaro est en alternance avec Charlie Haden un des contrebassistes attitrés de la formation du saxophoniste.
En 1961, en parallèle à son activité au sein du trio de Bill Evans et du groupe d'Ornette Coleman, il est aussi membre régulier du quartette du saxophoniste Stan Getz. C'est comme contrebassiste de ce groupe qu'il participe, le 2 juillet, au Newport Jazz Festival.
Par ailleurs de 1959 à 1961, il a aussi joué avec Sonny Rollins, Booker Little, Steve Kuhn, Don Friedman, Herb Geller...
Le 6 juillet 1961, une dizaine de jours après les mythiques sessions du Village Vanguard avec Bill Evans, Scott LaFaro se tue en voiture sur la route de Geneva (New York).

## Le Fonds du Prix Scott LaFaro
Intitulé The Scott LaFaro Prize Fund, il s'agit d'un fonds qui récompense par l'attribution d'un prix d'une valeur de 2 500 $ le plus talentueux des jeunes contrebassistes lors de la compétition de la Biennale de Contrebasse de l'International Society of Bassists (ISB). Il est donc attribué tous les deux ans par l'ISB, qui gère le fonds et recueille les dons sous l'égide de la famille et des héritiers de Scott LaFaro. Pour alimenter ce fonds, il est organisé des ventes d'objets en tirage limité, avec par exemple un poster couleur de Scott LaFaro. Le premier récompensé fut John Sullivan en 2001.

## Anecdotes
- LaFaro joua, à la fin de sa vie, sur une contrebasse Abraham Prescott[7]. La contrebasse fut endommagée dans l'accident de voiture dans lequel LaFaro périt. La mère de Scott la céda à Barrie Kolstein, luthier. Celui-ci décida de la restaurer au mieux, car c'est un instrument rare et de valeur certaine. Elle est maintenant la propriété de « Kolstein and Son » à New York. Bien que « non disponible à la vente », on peut la voir sur le site marchand de cet établissement[8].
- Scott LaFaro est enterré au Glenwood Cemetery de Geneva auprès de son père[9] : Plot : Avenue G, Section 18[10].

## Discographie sélective ( par ordre chronologique d'enregistrement )
- 1956. Buddy Morrow. Buddy Morrow And His Golden Trombone alias Night Train (Mercury Records)
- 1957. Beverly Kelly. Beverly Kelly Sings With The Pat Moran Trio (Audio Fidelity)
- 1957. Pat Moran. This is Pat Moran (Audio Fidelity)
- 1958. Victor Feldman. The Arrival of Victor Feldman (Contemporary Records)
- 1958. Stan Getz et Cal Tjader. Stan Getz / Cal Tjader Sextet (Fantasy Records)
- 1958. Buddy DeFranco. Live Date ! (Verve Records)
- 1958. Joe Gordon / Scott LaFaro [sic][11]. West Coast Days (Fresh Sound)
- 1958. The Harold Land Quartet. Jazz At The Cellar 1958 (Lone Hill Jazz) sorti en 2007
- 1959. Marty Paich. The Broadway Bit (Warner Bros)
- 1959. Stan Kenton. At Ukiah, 1959 (Status)
- 1959. Hampton Hawes. For Real ! (Fantasy Records)
- 1959. Victor Feldman. Latinsville ! (Contemporary Records)
- 1959. Herb Geller And His All-Stars. Play Selections From Jule Styne & Stephen Sondheim's Music for Gipsy (ATCO Records)
- 1959. Tony Scott. Sung Heroes (Sunnyside) avec Bill Evans et Paul Motian
- 1959. Bill Evans. Portrait in Jazz (Riverside Records)
- 1960. Bill Evans. The 1960 Birdland Sessions (Cool and Blues) Live pirate
- 1960. Booker Little. Booker Little (Time Records)
- 1960. Steve Kuhn. 1960 (PJL) sorti en 2005
- 1960. John Lewis/ Gunther Schuller / Jim Hall. Jazz Abstractions (Atlantic Records)
- 1960. Ornette Coleman. Free Jazz A Collective Improvisation By The Ornette Coleman Double Quartet(Atlantic Records)
- 1961. Ornette Coleman. Ornette! (Atlantic Records)
- 1961. Ornette Coleman. Twins (Atlantic Records) versions alternatives et inédites des séances de Free Jazz et Ornette!
- 1960. Don Friedman. Memories For Scotty (Camarata Tokyo-Insights) sorti en 2001
- 1961. Bill Evans. Explorations (Riverside Records)
- 1961. Stan Getz. Stan The Man (Verve Records)[12]
- 1961. Bill Evans. Waltz for Debby (Riverside Records)
- 1961. Bill Evans. Sunday at the Village Vanguard (Riverside Records)

On citera aussi:
- l'album composite Scott LaFaro, Pieces of Jade (Resonance Records), qui réunit 5 titres avec Don Friedman, 22 minutes d'une répétition inédite avec Bill Evans, et des interviews des deux pianistes.
- Les coffrets Beauty Is A Rare Thing de Ornette Coleman (Atlantic Records), The Complete Riverside Recordings et The Complete Village Vanguard Recordings, 1961 (Riverside Records) de Bill Evans regroupent toutes les séances de Scott LaFaro avec ces deux leaders.